# Bread bowl

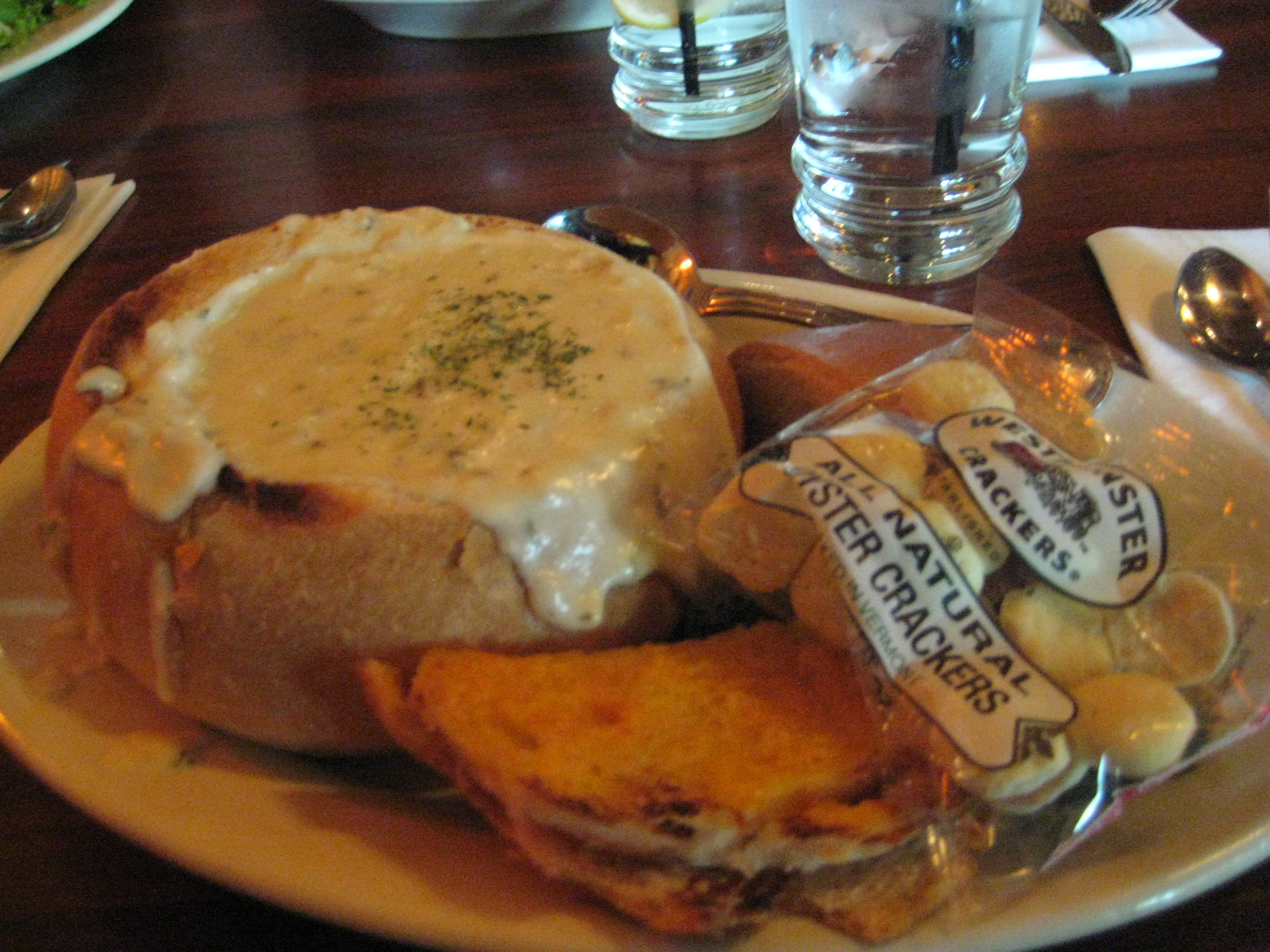
Clam chowder en un bread bowl.

Un bread bowl (‘cuenco de pan’) es una pieza redonda de pan a la que se extrae un trozo grande del centro para crear un cuenco comestible. Se usa para servir chili con carne, clam chowder al estilo de Nueva Inglaterra y otros estofados espesos (a menudo, pero no siempre, a base de queso o nata). Las sopas con bases más claras no suelen servirse en bread bowls, ya que el caldo empaparía el pan demasiado rápidamente. El pan se condimenta a medida que absorbe la base del estofado, y puede comerse después de éste. También sirve para presentar salsas para mojar, usando el propio pan para comerla.
Hay diversos restaurantes que sirven platos en bread bowls, como la cadena de cafeterías canadiense Tim Hortons, Hearth 'n Kettle, Quizno's, Panera Bread, Au Bon Pain y Renaissance Faire.